# Côte des Isles
La Côte des Isles est le nom d'une partie de la côte occidentale du Cotentin, en France, dans le département de la Manche. Elle s'étend sur 131 km2 et 33 km de littoral de Baubigny au nord, jusqu'à Denneville au sud et Fierville-les-Mines à l'est.
Ses plages de sable fin sont abritées de la houle de l'Atlantique par les îles Anglo-Normandes et réchauffées par le Gulf Stream.
Elle est bordée par le passage de la Déroute et se situe à cheval à la fois sur la Côte des Havres et la Côte de la Déroute[Quoi ?]. Elle tire son nom de la proximité des îles Anglo-Normandes situées à une trentaine de kilomètres au large.

## Géographie
Cette côte est constituée d'une succession de plusieurs plages :
Plage d'Hatainville au Rozel • Plage de la Vieille église • Plage de la Potinière • Grande Plage de Barneville à Portbail • Lindbergh-Plage • Plage de Denneville
Elle comprend deux havres :
- le havre de Carteret ;
- le havre de Portbail.

À l'intérieur de ces havres se développent des vasières et des prés salés.
On y trouve aussi des cordons dunaires qui sont formés par le sable accumulé, charrié par la mer et les vents d'ouest dominants. Ce sable s'est formé de l'érosion de côtes rocheuses, de la fragmentation fine de coquilles d'animaux marins et des sédiments arrachés à l'intérieur des terres, transportés par les rivières et ramenés sur la côte. Ce sable dunaire présente de hautes teneurs en calcaire.
À l'arrière de la côte, sol et climat ont permis la culture maraîchère sur de vastes étendues.

### Géologie
La région est située dans le Massif armoricain.

## Protection
Le littoral est protégé de Saint-Germain-sur-Ay au Rozel par son inscription depuis 2004 dans le réseau européen Natura 2000.
Plusieurs sites sont classés et protégés comme sites naturels.

## Tourisme
Le territoire connaît une affluence touristique depuis la fin du XIXe siècle siècle grâce, au départ, à la vogue des bains de mer. Depuis le 1er janvier 2012, la gestion de la compétence touristique et la mise en place d'offices de tourisme intercommunaux ont été confiés à la communauté de communes de la Côte des Isles. Depuis 2017, ces compétences sont transférées à la communauté d'agglomération du Cotentin.

## Communes
Quatorze communes y sont situées dont la moitié possède une façade maritime :
- Barneville-Carteret
- Baubigny
- Canville-la-Rocque
- Fierville-les-Mines
- La Haye-d'Ectot
- Le Mesnil
- Les Moitiers-d'Allonne
- Port-Bail-sur-Mer (regroupant les anciennes communes de Portbail, Denneville et Saint-Lô-d'Ourville)
- Saint-Georges-de-la-Rivière
- Saint-Jean-de-la-Rivière
- Saint-Maurice-en-Cotentin
- Saint-Pierre-d'Arthéglise
- Sénoville
- Sortosville-en-Beaumont

Les communes situées sur cette côte ont constitué du 31 décembre 2004 au 1er janvier 2017 la communauté de communes éponyme.